# Delphacodes havanae
Delphacodes havanae är en insektsart som först beskrevs av Frederick Arthur Godfrey Muir och Giffard 1924.  Delphacodes havanae ingår i släktet Delphacodes och familjen sporrstritar. Inga underarter finns listade i Catalogue of Life.